# 知識回饋
知識回饋（epistemic feedback）是一種反馈的方式，其中被觀察者（或是被量測者）和其觀察量測結果之間有交互的影響。
此一概念可以用在獲得一資訊的過程，而此過程本身會調整所要搜集的資訊。例如相較於詢問餐廳的顧客對食物的意見，若是直接發表有關食物品質的公告，會讓餐廳專注於提供高品質的食物。此一概念也可以用在不改變觀察資料，而是改變觀察量測方式的做法。例如若問了幾個顧客有關食物的意見，結果是食物大致不錯，那麼之後的問題會改成更具體的問題，例如最喜歡／最不喜歡那一道菜等。交互的影響可以影響觀測結果，觀測方式，或是二者都影響。

## 查看負面或正面影響
知識回饋的效果可以是正面的，也可以是負面的，視觀測的目的而定。若是要試著在秘密的情形下完成觀測，知識回饋就會影響原始資料，有負面效果。不過若觀測是為了改善品質，知識回饋可以定期的提出需要改善的項目，可能會有正向的效果。

## 補償反饋的方法
有些方式可以補償知識回饋的影響，其中一個是進行雙盲實驗，或是進行秘密的調查來確認其結果。也可以進行對照實驗，用安慰劑進行實驗，確認結果是否有不同。還有一種方式是進行縱向研究，長時間持續性的評估其結果，減少因為知識回饋對觀測結果造成的短期影響。